# Impôt réel et impôt personnel
En fiscalité, un impôt réel est un impôt qui s'applique de manière uniforme sur un bien ou un acte, et l'impôt personnel taxe le capital ou le revenu en tenant compte de la situation du contribuable.
L'impôt réel le plus répandu est le droit d'enregistrement.
L'impôt personnel au sens strict, ou impôt par tête, désigne un impôt dont le montant est identique pour chaque personne[réf. nécessaire].